# Thống Nhất (thị trấn)
Thống Nhất là một thị trấn thuộc huyện Yên Định, tỉnh Thanh Hóa, Việt Nam.

## Địa lý
Thị trấn Thống Nhất nằm ở phía tây huyện Yên Định, có vị trí địa lý:
- Phía đông giáp xã Yên Phú và xã Yên Tâm
- Phía tây giáp huyện Ngọc Lặc và huyện Thọ Xuân
- Phía nam giáp huyện Thọ Xuân
- Phía bắc giáp thị trấn Yên Lâm và huyện Ngọc Lặc.

Thị trấn có diện tích 17,43 km², dân số năm 2019 là 4.714 người, mật độ dân số đạt 271 người/km².

## Hành chính
Thị trấn Thống Nhất được chia thành 8 khu phố: 1, 2, 3/2, 4, Sao Đỏ, Sơn Phòng, Thắng Long, Thắng Lợi.

## Lịch sử
Địa bàn thị trấn Thống Nhất trước đây vốn thuộc nông trường Thống Nhất, một nông trường quốc doanh được thành lập vào năm 1957.
Đến năm 1966, thị trấn nông trường Thống Nhất được thành lập, trực thuộc huyện Ngọc Lặc. Ngày 5 tháng 7 năm 1977, huyện Ngọc Lặc sáp nhập với huyện Lang Chánh thành huyện Lương Ngọc, thị trấn nông trường Thống Nhất thuộc huyện Lương Ngọc.
Tuy nhiên, vào ngày 23 tháng 10 năm 1978, Hội đồng Chính phủ ban hành Quyết định 267-CP, chuyển thị trấn nông trường Thống Nhất về huyện Thiệu Yên quản lý. Ngày 18 tháng 11 năm 1996, huyện Thiệu Yên giải thể để tái lập hai huyện Thiệu Hóa và Yên Định, thị trấn nông trường Thống Nhất thuộc huyện Yên Định.
Ngày 15 tháng 10 năm 2009, Chính phủ ban hành Nghị quyết số 52/NQ-CP. Theo đó:
- Giải thể thị trấn nông trường Thống Nhất và chuyển toàn bộ 2.775,06 ha diện tích tự nhiên và 6.619 người, hiện trạng do thị trấn nông trường Thống Nhất quản lý về 10 xã thuộc 4 huyện: Yên Định, Ngọc Lặc, Cẩm Thủy, Thọ Xuân
- Thành lập thị trấn Thống Nhất thuộc huyện Yên Định trên cơ sở điều chỉnh 363,67 ha diện tích tự nhiên và 608 người của xã Yên Giang, 36,13 ha diện tích tự nhiên và 266 người của xã Yên Lâm, 135 ha diện tích tự nhiên của xã Yên Tâm thuộc huyện Yên Định; 456,77 ha diện tích tự nhiên và 2.500 người của xã Cao Thịnh thuộc huyện Ngọc Lặc; 716,19 ha diện tích tự nhiên và 1.132 người của xã Quảng Phú thuộc huyện Thọ Xuân.

Sau khi thành lập, thị trấn Thống Nhất có 1.707,76 ha diện tích tự nhiên và 4.506 người.